# Kőfaragók udvara
A Kőfaragók udvara, hivatalos nevén Velence: a Campo S. Vidal és a Santa Maria della Carità Canaletto  festménye, amely a National Gallery gyűjteményének része.

## Keletkezése
Canaletto valószínűleg a késői 1720-as években festette a képet, amikor a San Vidal-templom homlokzatának felújítása a befejezéséhez közeledett. Canalettónak egy 1730 körül készült rajzán, amely a brit királyi gyűjteményben található, feltűnik ugyanez a házcsoport, de ott a tér üres, eltűntek a műhelyek. A festmény Canaletto korai munkái közül az egyik legjobban sikerült alkotás: a merész kompozíció, a sűrűn felvitt festék és a magas fokon individualizált figurák az 1720-as évek közepétől az évtized végéig jellemezték műveit. Ebben a periódusban gyakran festett tégla színű talajt a kompozíció egyes részeire, ami színgazdagságot, intenzitást kölcsönzött az utolsó réteg festéknek. Nagyjából 1730 körül változtatott stílusán, és a teljes képet egységesen szürke vagy bézs színnel vonta be, ami hűvösebb, homályosabb tónust adott. A kép fényei napfelkelte utáni időszakot jeleznek: a kőfaragók már munkába álltak, a téren zajlik a mindennapi élet. Egy asszony vizet mer a kútból, amely még ma is áll a téren.
A tér mögött a Canal Grande látható, amely Canalettónak ezen a képen jóval kevésbé tűnik szélesnek, mint más alkotásain. A partnál gondolák vesztegelnek, a túlparton látható egy pap, ahogy kijön egy ajtón, egy asszony a mosott ruhát teszi ki száradni. Látható a Santa Maria della Carità templom és a harangtornya, árnyékukban a Scuola della Carità áll. A tetők fölé magasodó fehér harangtorony pedig a San Trovaso-templomhoz tartozik. A teret ma egy fahíd dominálja, amely a csatorna felett ível át. A Santa Maria della Carità harangtornya már nincs meg, mert 1744-ben összeomlott, maga alá temetve a parton álló két kicsi épületet. A Scuola della Carità ma galéria, homlokzatát 1760-ban átépítették. A tér bal oldalán álló házat lebontották, hogy legyen elég hely a Palazzo Cavalli kertjének, a jobb oldali viszont még áll.
A festmény első évtizedeiről semmit nem tudni, az elképzelések szerint velencei volt a megrendelője. A képet 1808-ban vásárolta meg Sir George Beaumont műgyűjtő. 1828-ban adományozta a National Gallerynek. Ez a gyűjtemény tulajdonába jutott első Canaletto-festmény.